# 1962년 일본 자유민주당 총재 선거
1962년 자유민주당 총재 선거(일본어: 1962年自由民主党総裁選挙)는 1962년 7월 14일에 실시된 자유민주당 총재를 선출하기 위한 선거다.

## 과정
이케다 하야토의 총재 임기가 만료되자 치러진 선거다. 사토 에이사쿠, 후지야마 아이이치로 등의 유력자들이 입후보를 포기했기에 사실상 재선을 노리는 이케다에 대한 신임투표적 성격이 강했다.

## 후보자
입후보제가 아니었기에 선거 활동을 한 의원들을 모두 표시했다.
| 이케다 하야토                                                              |
|                                                                            |
| 중의원 의원(6선, 히로시마현 제2구) 내각총리대신(1960-현직) 총재(1960-현직) |
| 굉지회(이케다파)                                                           |
| 히로시마현                                                                 |

## 결과
자민당 총재 선거에서 입후보제가 도입된 건 1970년대의 일로 이 당시엔 입후보 표명 여부와 무관하게 자민당 소속 의원에 대한 표는 모두 유효표로 산정되었다.
| 후보자              | 득표수 | 득표율 |
| ------------------- | ------ | ------ |
| 이케다 하야토       | 391    | 91.36% |
| 사토 에이사쿠       | 17     | 3.97%  |
| 이치마다 히사토     | 6      | 1.4%   |
| 기시 노부스케       | 5      | 1.17%  |
| 후지야마 아이이치로 | 3      | 0.7%   |
| 요시다 시게루       | 2      | 0.47%  |
| 후쿠다 다케오       | 2      | 0.47%  |
| 다카하시 히토시     | 1      | 0.23%  |
| 쇼리키 마쓰타로     | 1      | 0.23%  |
| 합계                | 428표  | 100%   |
| 유효 투표수         | 428표  |        |
| 무효표·백표         |        |        |
| 유권자 수           |        | 100%   |